# Антіох Нікатор
Антіох Нікатор (дав.-гр. Ἀντίοχος Νικάτωρ) — гіпотетичний басилевс Греко-Бактрійського царства, котрий правив у проміжку 240—220 років.
Про цього володаря відомо лише з нумізматичних джерел.
Серед батрійських монет відомі монети з легендою Басилевса Антіоха. На реверсі цих монет зображений Зевс Бреметський, який жбурляє блискавку та орел біля його ніг. На аверсі цих монет зображений чоловічий портрет, схожий на портрет на монетах Діодота I. Вважається, що ці монети карбував Діодот I у так званий перехідний період свого правління. Коли він ще залишався селевкідським сатрапом, але вже прагнув незалежності. Тому він замінив традиційне, для Селевкідів, зображення Аполлона на омфалі на Зевса, а портрет басилевса Антіоха II на свій портрет. Одночасно, Діодот залишив напис Басилевса Антіоха, показуючи, що він визнає Антіоха своїм правителем. Пізніше, коли Діодот I посилив свою владу, він замінив напис на Басилевса Діодота.
У 2010 році Єнс Якобссон висловив думку, що це могли бути монети досить невідомого царя з династії Діодотидів — Антіоха. Також Якобссон з цим правителем пов'язував комеморативну монету греко-бактрійського басилевса Агафокла Дікайоса на честь Антіоха Нікатора.
Зазвичай цього Антіоха асоціювали з одним із селевкідських правителів, Антіохом I або його сином Антіохом II. Однак жодний з цих басилевсів не мав епіклеси Нікатор (дав.-гр. Νικάτωρ, Переможець). На думку російського дослідника Попова, Антіох II міг отримати епіклесу Нікатор за перемогу у Другій Сирійській війні, і використовував його у східних провінціях Держави Селевкідів. Єнс Якобссон вказував, що Агафокл Дікайос хотів показати свій зв'язок з Селевкідами й для цього б скоріше підійшли постаті Селевка I та Антіоха I, які вели успішну політику на Сході, ніж постать Антіоха II, який втратив контроль над Бактрією. Також Якобсон зазначав, що відомі дві комеморативні монети підписані як Басилевса Діодота, але з різними портретами, які він ідентифікував як зображення Діодота I та Діодота II.
Якобссон вважав Антіоха сином або молодшим братом Діодота I. Марк Пассел розвинув цю гіпотезу, вважаючи що Антіох був молодшим братом Діодота I та тестем Діодота II. Після смерті свого племінника Антіох став новим басилевсом Бактрії. Він у союзі з Аршаком I відвоював у саків західну та південну Согдіану. Саме за цю кампанію він отримав епіклесу Нікатор. Близько 214 до н. е. Євтидем з Магнесії підняв заколот та повалив владу Діодотидів.